# Liliana Zubińska
Liliana Abraham Zubińska (ur. 1964 w Szczecinku), polska poetka i prozaiczka, krytyk literacki. 
Publikowała między innymi w takich czasopismach jak „Akant”, „Akcent”, „Arkusz”, „Dedal”, „Dziś”, „Fraza”, „Ikar”, „Metafora”, „Mimo-za”, „Sycyna”, „Świętokrzyski Kwartalnik Literacki”, „Twórczość” i  litewski „Nasz Czas”. Publikacje w licznych almanachach.
W latach 1998–1999 członek zespołu redakcyjnego ogólnopolskiego miesięcznika literackiego „Akant” w Bydgoszczy. 
Członek Związku Literatów Polskich.

## Publikacje książkowe
- Z klamką w dłoni (zeszyt poetycki) – Złotów 1985
- Mech jest zielony – Piła 1997,
- Głogi i wrzosy – Bydgoszcz 1998,
- Wtajemniczenie – Kielce 2007,
- Cisza wie - Koszalin 2008.